# Einar Fróvin Waag

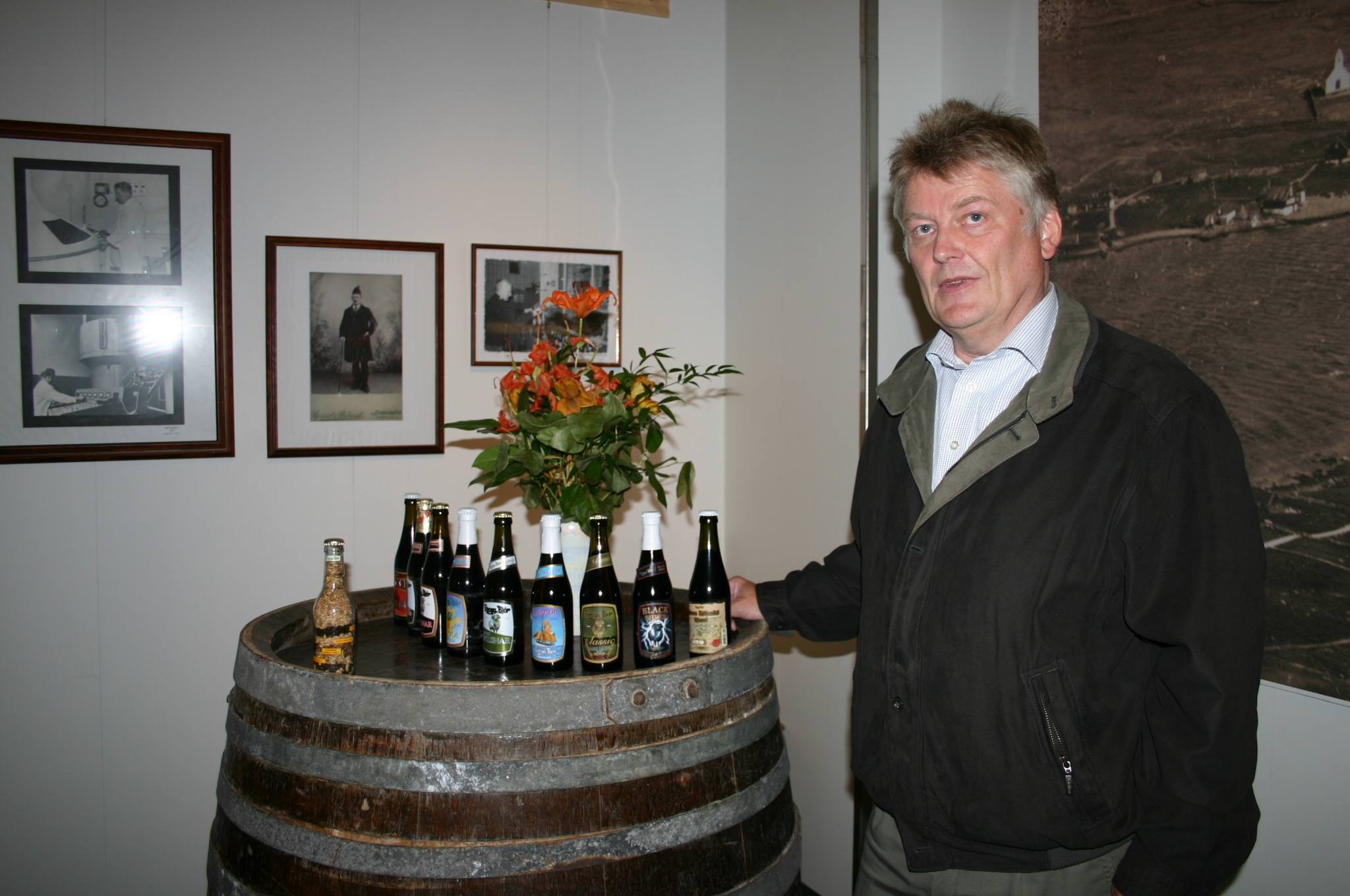
Einar Fróvin Waag

Einar Fróvin Waag (* 29. Juni 1894 in Klaksvík, Färöer; † 6. Juni 1989 ebenda) war ein färöischer Braumeister, Unternehmer (Föroya Bjór) und Politiker der Sozialdemokraten (Javnaðarflokkurin).
Einar war der Sohn von Karin Helena Katrina, geb. Hansen, aus Tórshavn und des Brauers Símun Fredrik Hansen (Símun í Vági) aus Klaksvík. Verheiratet war er in erster Ehe mit Elisabeth, geb. Olsen, aus Vestmanna und danach mit Anna Malena, geb. Joensen, aus Sørvágur. Sein Sohn Einar Waag junior leitet heute das Familienunternehmen, das die größte Brauerei der Färöer ist.
1943–1947 war Waag Mitglied des Stadtrats von Klaksvík und 1950–1954 Mitglied des färöischen Parlaments, des Løgtings. 1968–1969 war er Vorsitzender der färöischen Sozialdemokraten.

## Werke
- 1967 – Val og valtøl 1906–1966 (über alle Wahlen und Wahlergebnisse auf den Färöern 1906–1966)